# Göran Månsson Stierna
Göran Månsson Stierna var en svensk adelsman och ståthållare och överste.

## Biografi
Göran Månsson Stierna var son till lagmannen Måns Pedersson och Brita Johansdotter. Han blev 1583 häradshövding i Östbo härad och överste befallningshavande över alla knektar i Sverige, samma år. År 1590 blev han överste för ett regemente Smålandsknektar och 1591 knektöverste för Svenska knektarna. Stierna blev befallningsman på Kalmar slott 1596 och överste för Småländsk fotfolket 1598. Han blev sistnämnda år ståthållare på Kalmar slott, Kalmar slottslän. Han var ståthållare och landshövding i Kronobergs län och Jönköpings län. Stierna satt i rätten i Linköping 1600 över de lyckliga riksråden.
Stierna ägde gårdarna Esktilstorp i Bredaryds socken, Härstad i Kärda socken och Bolmsnäs i Torskinge socken.

### Familj
Stierna gifte sig med Carin Andersdotter. Hon var dotter till riksrådet Anders Pedersson (Lilliehöök) och Anna Ribbing. De fick tillsammans sonen Anders.